# Hsisosuchus
Hsisosuchus – rodzaj wymarłych krokodylomorfów z rodziny Hsisosuchidae. Żyły na terenach dzisiejszych Chin. Obecnie wyróżnia się 3 gatunki: H. dashanpuensis z jury środkowej oraz H. chungkingensis i H. chowi z jury późnej. Prawdopodobnie były średniej wielkości drapieżnikami, mierzącymi około 3 m długości.

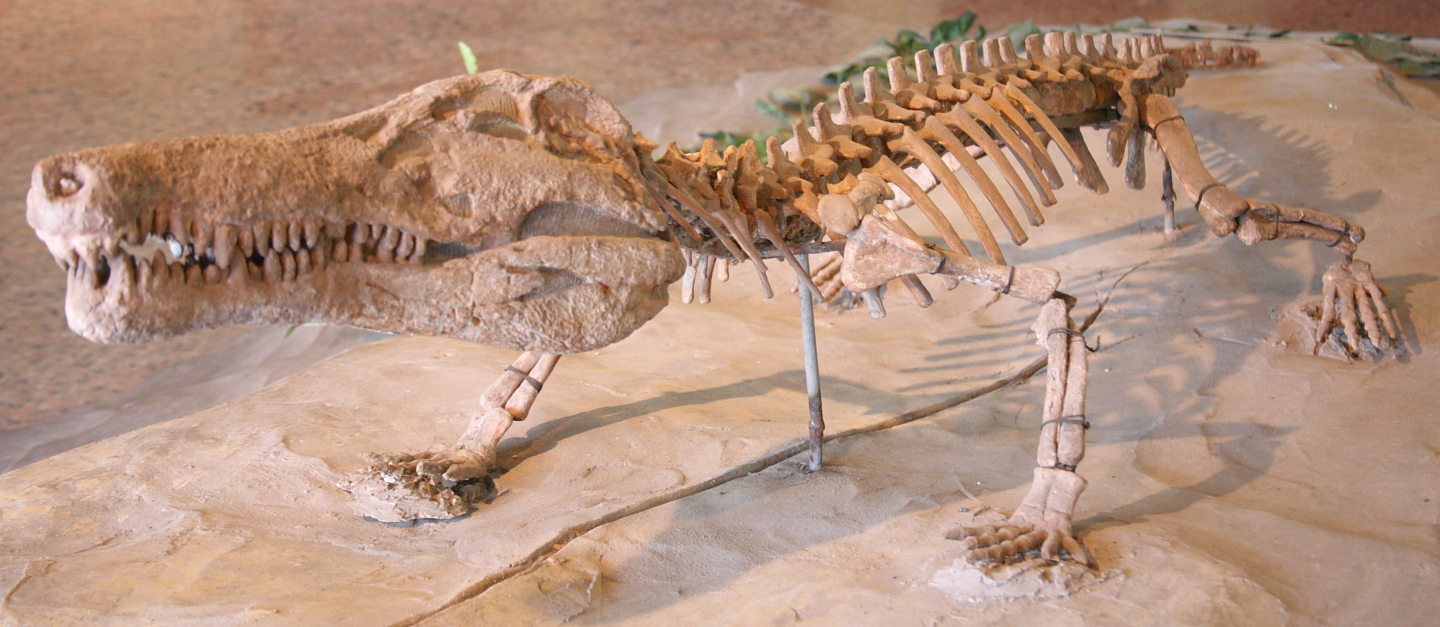
Rekonstrukcja szkieletu Hsisosuchus chungkingensis

Skamieliny H. chungkingensis znaleziono w obrębie formacji Shangshaximiao w okolicy miasta Chongqing. Holotyp składa się z czaszki oraz osteoderm ogona. Znaleziono i opisano też bardziej kompletny okaz, który dostarczył wielu informacji na temat szkieletu pozaczaszkowego H. chungkingensis.
H. dashanpuensis znaleziono w formacji Xiashaximiao.
H. chowi pochodzi z formacji Shangshaximiao. Holotyp obejmuje prawie kompletną czaszkę mierzącą 25 cm długości, żuchwę, większość kręgów, fragmentaryczną obręcz barkową i miedniczną, większą część przednich kończyn, fragmenty łap tylnych i wiele osteoderm. Od innych gatunków rodzaju Hsisosuchus różni się pewnymi cechami czaszki i szkieletu pozaczaszkowego.